# Зругский храм
Зругский храм Успения Пресвятой Богородицы (осет. Хозиты Майрæм, Зруджы Майрæм) — храм в Северной Осетии, один из самых древних христианских памятников на территории России, построенный в XI веке в высокогорном Зругском ущелье. Храм имеет форму однонефной базилики с полукруглой апсидой и двускатной кровлей. На стенах храма сохранились остатки росписей XII века. Храм сильно пострадал от наводнения в 2002 году и требует реставрации.

## История
История строительства и использования Зругского храма не полностью известна. По мнению исследователей, храм был построен в начале XI века в период расцвета христианства в Алании, исторической области на Северном Кавказе, населенной осетинами и другими кавказскими народами.
Храм расположен в Зругском ущелье, которое было частью Туалгома (груз. Двалети), области, по которой проходил важный транскавказский торговый и стратегический путь. Храм окормлялся Никозской епархией Грузинской Православной Церкви, которая оказывала сильное влияние на культуру и искусство этого региона.
В XII веке на стенах храма были выполнены фрески с изображением сцен из Священного Писания. В XIII-XIV веках храм подвергся разрушению в результате монголо-татарского нашествия и последующих войн. В XV-XVIII веках храм не использовался для богослужений и постепенно разрушался. В XIX веке храм был открыт для изучения русскими и грузинскими учеными и путешественниками, которые оставили свои описания и заметки о нем. В XX веке храм был признан памятником истории и культуры федерального значения и подвергся нескольким реставрационным работам.
В 2002 году храм сильно пострадал от наводнения, которое унесло часть его стен и кровли. В 2020-2021 годах храм был включен в федеральную программу по сохранению объектов культурного наследия в рамках подготовки к празднованию 1100-летия Крещения Алании. Проводятся работы по укреплению берега реки Зругдон, которая подмывает основание холма, на котором стоит храм, а также по восстановлению утраченной части здания.

## Архитектура
Зругский храм представляет собой однонефную базилику с полукруглой апсидой, вписанной в общий прямоугольник плана. Его размеры составляют 12,5 × 7 м. Храм построен из травертина, осадочного туфа местного происхождения, в технике бутовой кладки. Нерасчлененный объем храма был перекрыт двускатной кровлей.
Декор храма скромен: наличники и архивольты над окнами и входом, на южной стене блок с плетеным орнаментом. Единое внутреннее пространство храма делилось подпружными арками и трехступенчатыми пилястрами на два компартимента-травеи и несколько меньшую по ширине апсиду. Наос был перекрыт коробовым сводом, апсида — конхой; они освещались высоко расположенными окнами. В основании конхи и в западном отрезке свода наоса было заложено четыре крупных сосуда-голосника.
Алтарная часть имела повышение, на котором была установлена преграда. По сторонам апсиды расположены двухъярусные пастофории, соединяющиеся проходами с алтарным пространством. Нижние пастофории освещались выходящими на восточный фасад окнами; внутри под ними расположены консоли-престолы. В верхние, не имеющие окон помещения попадали по приставной лестнице. Единственный вход в храм традиционно для этого региона сделан с юга.
Стены Зругского храма были покрыты фресками, от которых в основном сохранился подготовительный рисунок: в апсиде — фрагменты святительского и апостольского чинов, на южной стене читаются «Распятие», «Жены-мироносицы у Гроба Господня», «Встреча Марии и Елисаветы», отдельные фигуры святых, над входом — «Чудо св. Евстафия Плакиды». Остались на светлых стенах из травертина — лишь красные контуры изображений, но и они представляют большую ценность.

## Галерея

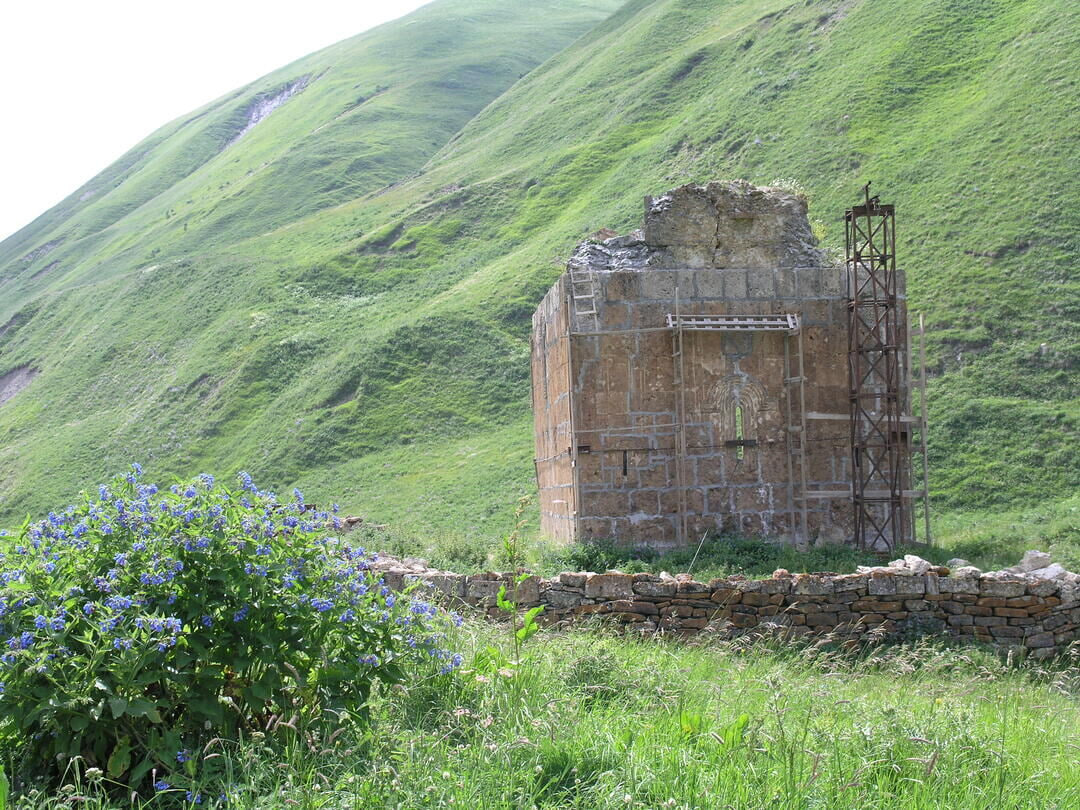
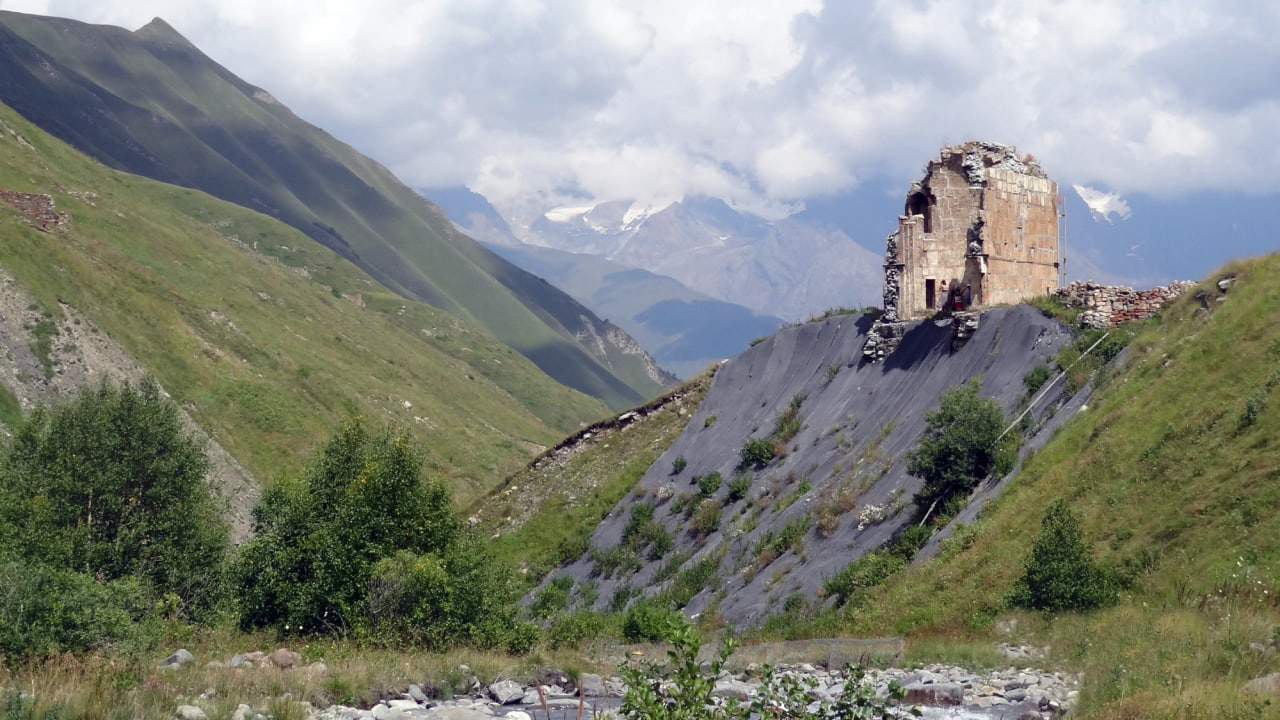
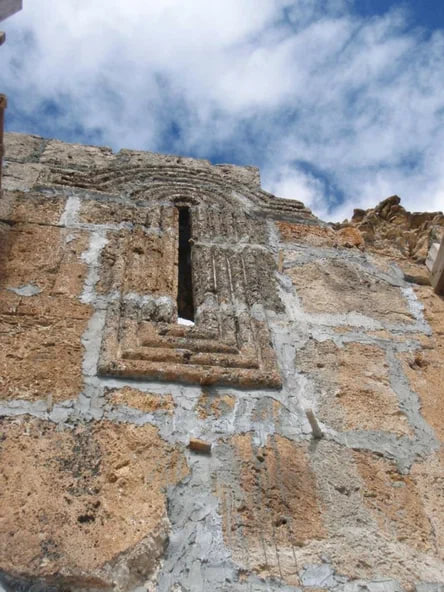
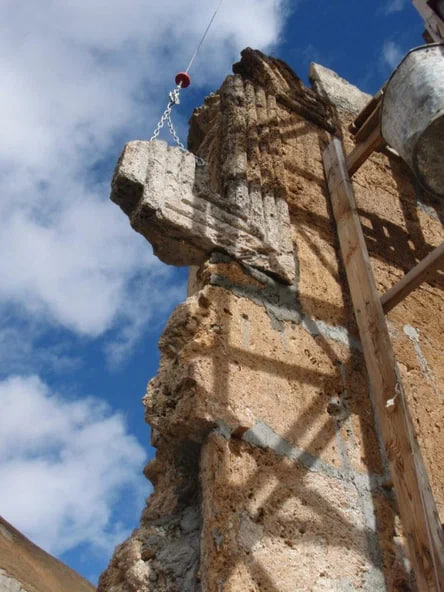
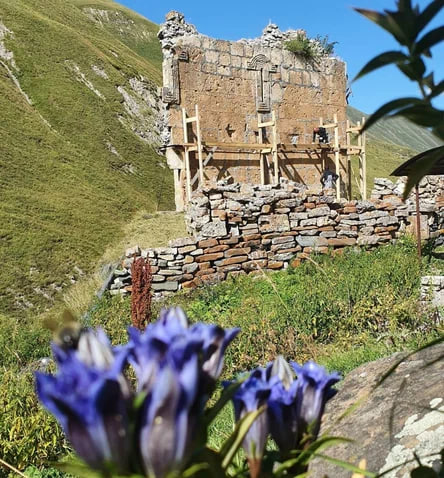
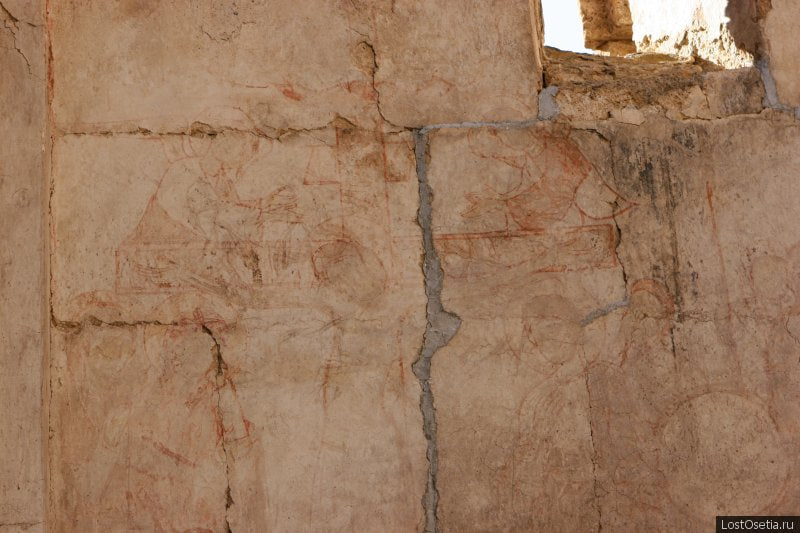